# Slavica Knežević
Slavica Knežević (Gračac, 17. kolovoza 1955.) je hrvatska kazališna, televizijska i filmska glumica.

## Filmografija

### Televizijske uloge
- "Crno-bijeli svijet" kao teta Slavica (2019.)
- "Nemoj nikome reći" kao ginekologinja (2015.)
- "Da sam ja netko" kao producentica (2015.)
- "Bibin svijet" kao Đurđa Hrković (2006. – 2011.)
- "Stipe u gostima" kao Sonja Lagerfeld (2009.)
- "Bitange i princeze" kao Svetlana (2008.)
- "Tužni bogataš" kao gđa. Remetin (2008.)
- "Bumerang" kao Josipa Žiljak (2006.)
- "Hlapićeve nove zgode" kao Brunhilda (glas) (2002.)
- "Neuništivi" (1990.)
- "Putovanje u Vučjak" kao Šubreta (1986.)
- "Smogovci" kao Sonja Vragec (1982. – 1996.)
- "Kod sudije za prekrsaje" (1964.)

### Filmske uloge
- "ZG80" kao (starija) gospođa (2016.)
- "Narodni heroj Ljiljan Vidić" kao Ljiljanova mama (2015.)
- "Zagrebačke priče vol. 3" (2015.)
- "Ti mene nosiš" kao producentica Mirna (2015.)
- "Kauboji" kao medicinska sestra #1 (2013.)
- "Zabranjeno smijanje" kao ravnateljica (2012.)
- "Prva dama Dubrave" kao teta Slave (2011.)
- "Nije kraj" kao gđa. Novak (2008.)
- "Snivaj zlato moje" kao Barbara Škreblin (2005.)
- "Pusher III" kao Derikonja (2005.)
- "Pusher II" kao Slavko (2004.)
- "Žena mušketir" (La Femme Musketeer) kao gostioničarka (2004.)
- "Generalov carski osmijeh" (2002.)
- "Olovna pričest" (1995.)
- "Mrtva točka" (1995.)
- "Fatal Sky" kao mlada Ciganka (1990.)
- "Lude gljive" (1990.)
- "Čarobnjakov šešir" kao mala vila Kiki (1990.)
- "The Dirty Dozen: The Fatal Mission" kao Talijanka (1988.)
- "Dirty Dozen: The Deadly Mission" kao Talijanka (1987.)
- "Terevenka" (1987.)
- "Unutarnje rezerve" kao Nena (1986.)
- "Kako preživjeti do prvog" (1986.)
- "S.P.U.K." kao seksolog (1983.)
- "Michelangelo Buonaroti" (1977.)

### Sinkronizacija
- "Space Jam: Nova legenda" kao Bakica (2021.)
- "Kako je Gru postao dobar" (2017.)
- "Coco i velika tajna" kao Abuelita (2017.)
- "Merida hrabra" kao Vještica (2012.)
- "Zambezija" kao Nana (2012.)
- "Titan: Nakon uništenja Zemlje" kao Stith (2006.)
- "Sretan put, Charlie Brown (i ne vraćaj se)" kao Charlie Brown, radnik iz rent-a-cara i Baron (2002.)
- "Utrkuj se za život, Charlie Brown" kao Charlie Brown (2002.)
- "Jimmy Neutron: Dječak genijalac" kao Judy Neutron i Gospođica Fowl (2001.)
- "Mali leteći medvjedići" kao Tina i Janko (1990.)
- "Čarobnjak iz Oza" kao Vještica
- "Mala sirena" kao Hedviga
- "Bubimir" kao Lidija

## Vanjske poveznice
- Slavica Knežević u internetskoj bazi filmova IMDb-u (engl.)